# باتريك هاغ
باتريك هاغ (بالألمانية: Patrick Haag)‏ (9 مارس 1990 في ألمانيا - ) هو لاعب كرة قدم ألماني في مركز الوسط. لعب مع فالدهوف مانهايم ونادي كارلسروه ويان ريغينسبورغ ونادي كارلسروه 2 ‏.

## وصلات خارجية
- باتريك هاغ على موقع قاعدة بيانات كرة القدم.إي يو (الإنجليزية)
- باتريك هاغ على موقع بيانات كرة القدم. دي إي (الألمانية)
- باتريك هاغ على موقع عالم كرة القدم.نت (الإنجليزية)